# 2018년 화롄 지진
2018년 화롄 지진은 2월 6일 15시 50분 42초(UTC) 중화민국 화롄 시에서 북북동 22km 지점에서 발생한 모멘트 규모 6.4의 지진이다. 지난 3일부터 규모 4.5 이상의 지진이 19 차례에 걸쳐 발생한 가운데 이번 지진이 발생하였다.
지진으로 인하여 화롄 시 소재의 마샬 호텔 등이 무너지고, 여러 건물이 기울어지는 등의 피해가 발생했다.
최소 2명이 숨지고, 중상자 수십 명을 포함하여 200여 명 이상의 부상자가 발생하였으며, 붕괴된 건물에 매몰된 인원도 최소 29명인 것으로 알려졌다.
현지 기상 당국은 2~3주간 지진이 계속될 것으로 예보하였으며, 화롄 지역의 모든 학교에는 휴교령이 내려졌다.

## 개요

2018년 화롄 지진의 릭터 규모. 타이완 중앙기상국.

### 각지의 진도
중화민국에서 쓰이는 중앙기상국진도계급(中央氣象局震度階級)에 따른 각지의 진도는 다음과 같다.
| 최대진도 | 현시지구 |
| -------- | --- |
| 7급      | 화롄현, 이란현                                                                                                   |
| 5급      | 난터우현 |
| 4급      | 타이중시, 윈린현                                                                                                 |
| 3급      | 타오위안시, 신주현, 타이둥현, 타이베이시, 신베이시, 난터우현, 자이현, 자이시, 장화현, 윈린현, 먀오리현, 타이난시 |
| 2급      | 신주시, 타이중시, 지룽시, 가오슝시, 타이난시, 핑둥현, 펑후현                                                     |

## 전진
2018년 2월 4일 3시 30분 Mw4.8의 지진을 시작으로, 같은 지역에서 연속해서 지진이 발생했다. 2월 4일 21시 56분에는 Mw6.1의 지진이 발생했다.

## 피해

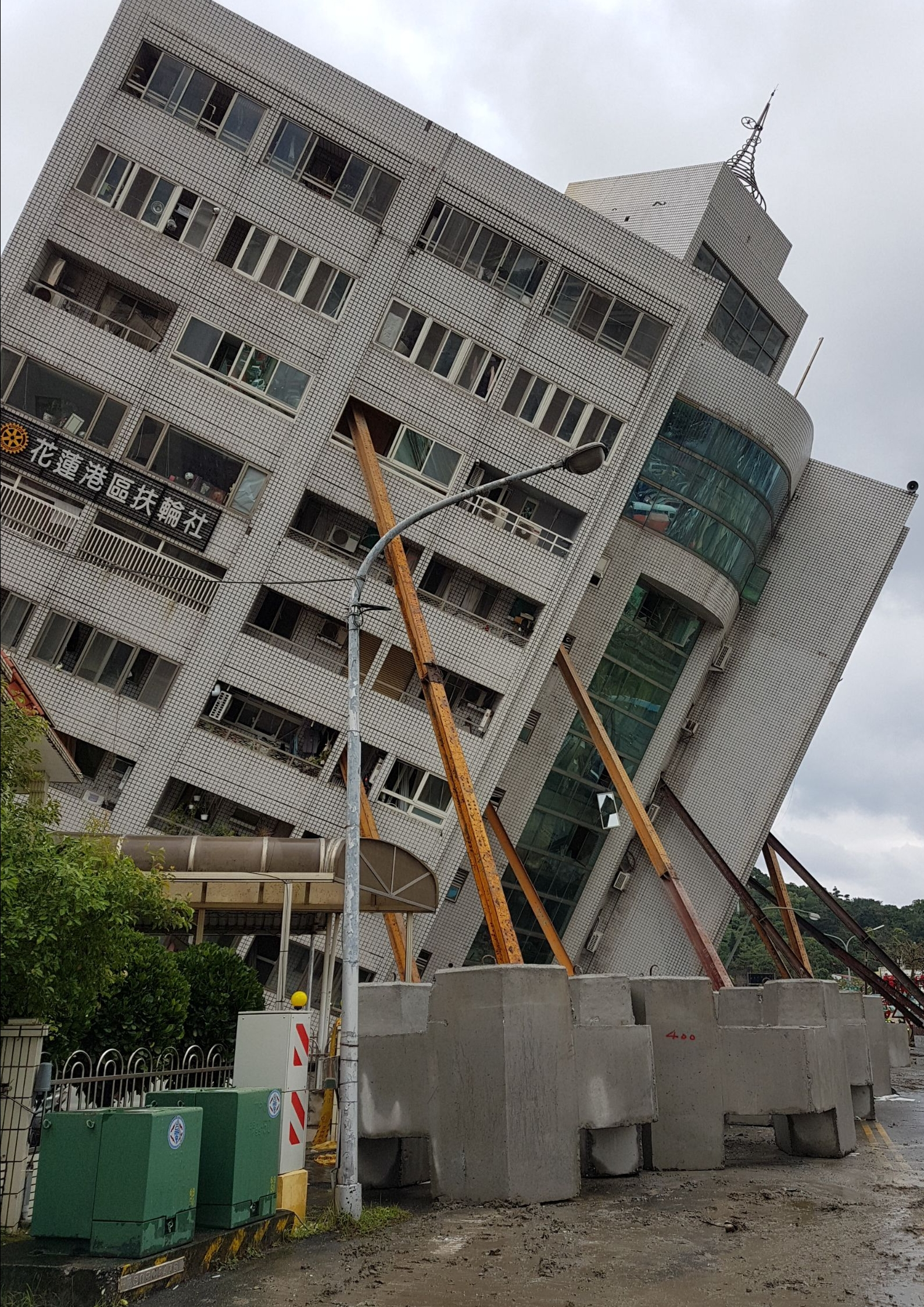
윈먼추이티(雲門翠堤) 빌딩. 지진 후 심각하게 기울어있다.

화롄시 안에서는 7층 건물인 마샬호텔(총사대반점)과 12층 건물인 윈먼추이티(雲門翠堤) 빌딩, 그 외에 민가 41동이 무너지는 피해가 발생했다. 또한, 정전 1,336가구, 단수 100가구의 피해가 발생했다. 큰 피해는 화롄시에 있는 미룬단층을 부근에서 많이 발생했다.

## 같이 보기
- 2024년 화롄 지진
- 2018년 지진
- 대만의 지진 목록